# باسم عوض الله
باسم إبراهيم عوض الله (1964 -) سياسي واقتصادي أردني، تولى رئاسة الديوان الملكي الهاشمي الأردني في الفترة من نوفمبر 2007 - أكتوبر 2008، لاحقًا كان رئيسًا تنفيذيًا لشركة طموح التي تتخذ من مدينة دبي الإماراتية مقرًا لها.

## نشأته وحياته الخاصة
ولد في مدينة القدس عام 1964 عندما كانت القدس والضفة الغربية جزءاً من المملكة الأردنية الهاشمية ويحمل الجنسية الأردنية.

## دراسته
حصل على درجتي الماجستير والدكتوراه من كلية لندن للاقتصاد والعلوم السياسية، في جامعة لندن، في المملكة المتحدة، عام 1985 1988، ودرجة بكالوريوس في العلوم في العلاقات الدولية والاقتصاد الدولي، من جامعة جورجتاون في الولايات المتحدة الأمريكية عام 1984.

## حياته العمليّة
عمل باسم عوض الله في مجال الصيرفة الاستثمارية في المملكة المتحدة، خلال الفترة من 1986م حتى 1991م، ثم عاد إلى الأردن ليشغل عددا من المناصب الرسمية منها:
- السكرتير الاقتصادي لرئيس الوزراء خلال الفترة من 1992م - 1996م، والمستشار الاقتصادي لرئيس الوزراء (1996م - 1999م)، ومدير الدائرة الاقتصادية في الديوان الملكي الهاشمي (1999م - 2001م)
- وزير التخطيط والتعاون الدولي من (2001م - 2005م)، ووزير المالية ({نيسان/أبريل 2005م- حزيران/يونيو 2005م)[4]

- عين مديرًا لمكتب الملك عبد الله الثاني بن الحسين، ( نيسان/أبريل [ 2006م - تشرين الثاني/نوفمبر 2007م)، ورئيس الديوان الملكي الهاشمي (تشرين الثاني/نوفمبر 2007م - تشرين الأول/أكتوبر 2008م).[5]

- تم اختياره كزميل لي كوان يو، في سنغافورة، عام 2004، كما تم اختياره من قبل المنتدى الاقتصادي العالمي في 2005م، كقائد عالمي شاب. عين عام 2008م كعضو في مجلس إدارة كلية دبي للإدارة الحكومية في دولة الإمارات العربية المتحدة. كما ويعمل عضوا في مجلس إدارة مجموعة البركة المصرفية الإسلامية في مملكة البحرين، منذ عام 2010م.[6]
- عين عام 2010م كأمين عام في الغرفة الإسلامية للتجارة والصناعة[7]، كما عين عام 2011م عضوا في مجلس أمناء مركز الشرق الأوسط في كلية لندن للاقتصاد والعلوم السياسية، في جامعة لندن، في المملكة المتحدة. في العام 2010م، تم منحه مقعد الملك عبد الله بن عبد العزيز آل سعود، للزمالة الزائرة، في مركز الدراسات الإسلامية في جامعة أكسفورد، في المملكة المتحدة، كما عين عضوا في مجلس أمناء جامعة القدس، في فلسطين، عام 2014م.[8]

## قضية الفتنة
عام 2021، اتهم باسم عوض الله بالتآمر ضد النظام الحاكم في الأردن مع الشريف حسن بن زيد، وقيامهما بالسعي لزعزعة استقرار المملكة وتعريض أمن البلاد للخطر. وحوكم بموجب هذه الاتهامات فيما عرف بقضية الفتنة. أصدرت محكمة أمن الدولة الأردنية حكماً بالسجن عليه مدة 15 عاماً في 12 يوليو\تموز 2021.

## جوائز
حصل على وسام الحسين للعطاء المميز ، ووسام الكوكب من الدرجة الأولى، ووسام الاستقلال من الدرجة الأولى للمملكة الأردنية الهاشمية، بالإضافة إلى عدد من الأوسمة الرفيعة من عدد من الدول في أوروبا وآسيا.